# Lubojna (gmina)
Lubojna – dawna gmina wiejska istniejąca w latach 1952–1954 w woj. katowickim/stalinogrodzkim (dzisiejsze woj. śląskie). Siedzibą władz gminy była Lubojna.
Gmina została utworzona 1 lipca 1952 roku w powiecie częstochowskim w woj. katowickim (od 9 marca 1953 pod nazwą woj. stalinogrodzkie) z części gmin Kamyk, Mykanów, Rędziny i Grabówka. W dniu powołania gmina składała się z 7 gromad: Czarny Las, Kuźnica Kiedrzyńska, Lubojenka, Lubojna, Wierzchowisko, Wola Hankowska i Wola Kiedrzyńska.
Gmina została zniesiona 29 września 1954 roku wraz z reformą wprowadzającą gromady w miejsce gmin. Jednostki nie przywrócono 1 stycznia 1973 roku po reaktywowaniu gmin.